# Epilasia
Epilasia là một chi thực vật có hoa trong họ Cúc (Asteraceae).

## Loài
Chi Epilasia gồm các loài: